# ليو كولين
ليو كولين (بالإنجليزية: Leo Cullen)‏ (28 فبراير 1976 منيابولس الولايات المتحدة - ) هو لاعب كرة قدم أمريكي، يلعب كمدافع.

## مسيرته

### مسيرته مع المنتخبات الوطنية
- 1999 - 2002 لعب مع منتخب الولايات المتحدة لكرة القدم 3 مباريات.

### مسيرته مع الأندية
- 1998 - 2001 لعب مع ميامي فيوشن 93 مباراة سجل خلالها هدف.
- 2001 - 2003 لعب مع نيو إنجلاند ريفولوشن 58 مباراة سجل خلالها هدفين.
- 2005 - 2005 لعب مع كولورادو رابيدز 15 مباراة.

## روابط خارجية
- ليو كولين على موقع الدوري الأمريكي (الإنجليزية)
- ليو كولين على موقع قاعدة بيانات كرة القدم.إي يو (الإنجليزية)